# Блумінгбург (Огайо)
Блумінгбург (англ. Bloomingburg) — селище (англ. village) в США, в окрузі Файєтт штату Огайо. Населення — 878 осіб (2020).

## Географія
Блумінгбург розташований за координатами 39°36′28″ пн. ш. 83°23′44″ зх. д. / 39.60778° пн. ш. 83.39556° зх. д. (39.607735, -83.395477).  За даними Бюро перепису населення США в 2010 році селище мало площу 1,82 км², уся площа — суходіл.

## Демографія
Згідно з переписом 2010 року, у селищі мешкало 938 осіб у 321 домогосподарстві у складі 239 родин. Густота населення становила 516 осіб/км².  Було 368 помешкань (203/км²).
Расовий склад населення:
| - 88,6 % — білих - 3,1 % — чорних або афроамериканців - 0,6 % — корінних американців - 6,2 % — осіб інших рас |

До двох чи більше рас належало 1,5 %. Частка іспаномовних становила 6,9 % від усіх жителів.
За віковим діапазоном населення розподілялося таким чином: 32,1 % — особи молодші 18 років, 58,2 % — особи у віці 18—64 років, 9,7 % — особи у віці 65 років та старші. Медіана віку мешканця становила 30,8 року. На 100 осіб жіночої статі у селищі припадало 107,1 чоловіків;  на 100 жінок у віці від 18 років та старших — 100,9 чоловіків також старших 18 років.
Середній дохід на одне домашнє господарство  становив 43 421 долар США (медіана — 34 922), а середній дохід на одну сім'ю — 46 121 долар (медіана — 33 750). За межею бідності перебувало 31,7 % осіб, у тому числі 38,8 % дітей у віці до 18 років та 18,8 % осіб у віці 65 років та старших.
Цивільне працевлаштоване населення становило 403 особи. Основні галузі зайнятості: роздрібна торгівля — 19,9 %, виробництво — 19,1 %, освіта, охорона здоров'я та соціальна допомога — 12,7 %, сільське господарство, лісництво, риболовля — 11,4 %.